# Scrabble classique
Le Scrabble dit classique est la forme traditionnelle du jeu de Scrabble, conforme aux règles originales. Elle oppose de 2 à 4 joueurs qui posent à tour de rôle sur la grille un mot formé avec leurs propres lettres. Le mot classique a été ajouté pour distinguer cette forme de jeu du Scrabble duplicate, forme la plus pratiquée en club et en compétition par les joueurs francophones (et inconnue ou confidentielle dans les autres langues). Ceux qui pratiquent le jeu en famille jouent simplement au Scrabble.
En compétition, le Scrabble classique se pratique exclusivement entre deux joueurs, en face-à-face. Cette formule est populaire notamment en anglais et en espagnol dont les fédérations internationales organisent des Championnats du Monde dans cette formule.

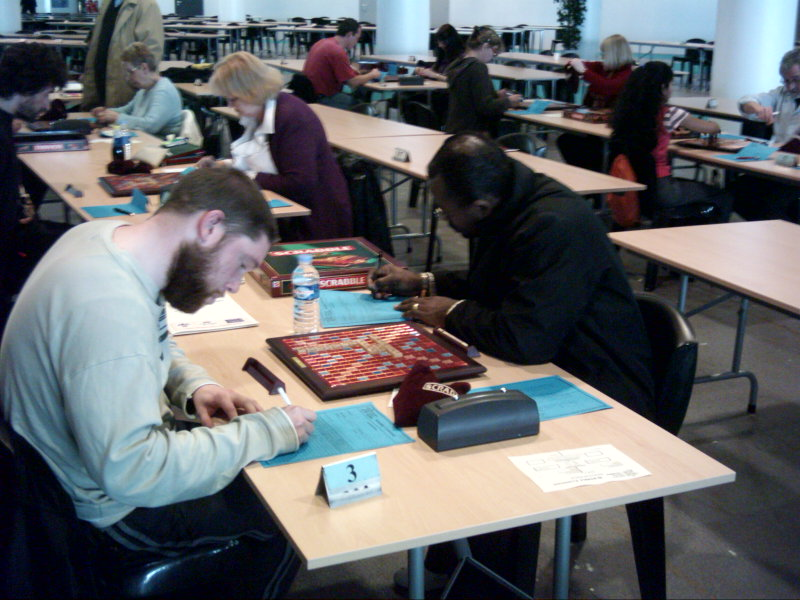
Un tournoi en cours à Cannes (France)

## Historique
Dans la plupart des pays, les compétitions s'organisent, à l'instar des tournois d'échecs, en rondes de matchs singuliers, à un contre un. C'est ainsi que le monde anglophone propose tous les deux ans un Championnat du monde de Scrabble anglophone. Le Scrabble classique, courant en famille, a été très vite concurrencé par le Scrabble duplicate pour la pratique en club et en compétition chez les francophones, à l'exception notable de l'Afrique où le Scrabble classique est bien plus populaire que le duplicate. 
Cependant, l'année 2003 a vu la renaissance du Scrabble classique chez les francophones, par la création d'un Commission spécialisée de la Fédération française de Scrabble, dirigée par Pierre-Olivier Georget. À la suite, le premier Championnat de France de Scrabble classique a eu lieu en 2004 à Argelès-sur-Mer, gagné par Pierre-Olivier Georget. En 2006, la première Coupe du monde de Scrabble classique s'est déroulée lors des Championnats du monde de Scrabble à Tours, une compétition qui a réuni des joueurs de 15 pays différents. Il y avait 4 joueurs africains parmi les 5 meilleurs du classement, démontrant que le Scrabble classique est bien la forme la plus populaire de Scrabble en Afrique francophone. La compétition a été remportée par Parfait Mouanda de la République du Congo. En 2007, la Coupe de France de Scrabble classique fut remportée par Pierre-Olivier Georget pour la troisième fois en 5 ans. La 2e Coupe du monde de Scrabble classique eut lieu à Québec (Québec), et vit la victoire d'Amar Diokh du Sénégal. En 2008, le Championnat du monde de Scrabble classique est intégré officiellement au programme des Championnats du monde de Scrabble francophone, et voit encore une fois la victoire d'un joueur africain, en la personne d'Elisée Poka de Côte d'Ivoire.

## Règlement du jeu
Les règles du jeu varient peu entre les langues et les fédérations. Les différences concernent essentiellement le mode de contestation, le déroulement d'un tour de jeu et les pénalités pour diverses fautes de jeu. Voici un résumé des règles de la Fédération internationale de Scrabble francophone.

### Avant le début de la partie
Les deux joueurs doivent vérifier que le jeu est complet. Les organisateurs fournissent une feuille de marque pour compter les scores, des bulletins de contestation sur lesquels les joueurs peuvent écrire les mots qu'ils veulent contester et une feuille de match pour notifier aux organisateurs le résultat de la partie.

### Pendant la partie

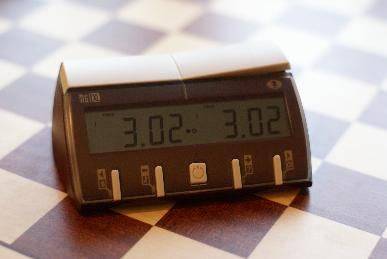
Les pendules d'échecs sont utilisées pour les tournois de Scrabble classique.

Le joueur qui commence la partie est déterminé par le logiciel de gestion de tournoi, de manière à équilibrer le nombre de débuts de parties pour chaque joueur. Pour tirer les lettres, le joueur doit tenir le sac à hauteur des yeux, tirer les lettres une à une et les poser faces cachées sur la table. Il ne peut les regarder que lorsqu'il a tiré toutes les lettres nécessaires. Pour placer un mot, le joueur place ses lettres sur la grille, compte et annonce son score, tourne la grille vers l'adversaire et déclenche son chronomètre. Son adversaire a ensuite la possibilité de contester pendant qu'il tire ses nouvelles lettres, jusqu'au moment où il aura retourné sa première nouvelle lettre.

### Contester
Il est possible qu'un joueur place un mot qui n'est pas dans le dictionnaire. Si l'adversaire doute de la validité d'un mot, il a la possibilité de contester. Pour cela, il annonce « Je conteste » et arrête la pendule. Dans la majorité des tournois depuis 2011, les joueurs vérifient eux-mêmes les mots en utilisant un ordinateur équipé du logiciel officiel de vérification de mots de la FISF. En l'absence de ce logiciel, le joueur qui conteste remplit un bulletin et fait vérifier à son adversaire le ou les mots contestés. Il appelle un arbitre qui consulte le dictionnaire pour vérifier la validité du coup. 
Si le mot est admis, il reste sur la grille et la partie continue. Le joueur qui a contesté à tort a 5 points de pénalité par mot valable contesté. Si le mot n'est pas admis, le joueur retire les lettres qu'il vient de placer et marque un score de zéro sur sa feuille de marque.

### Fin de la partie

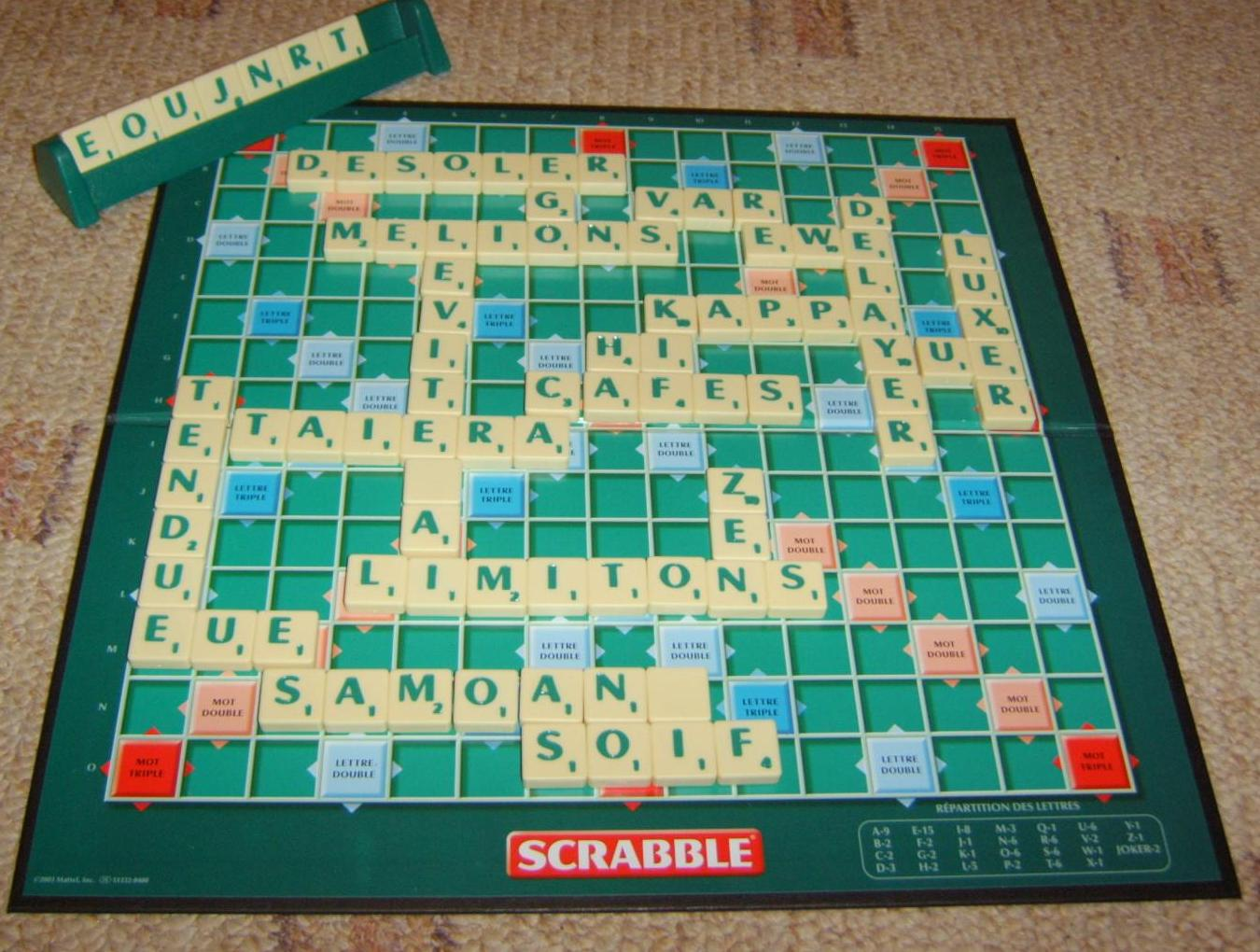
Une partie terminée

La partie finit quand il n'y a plus de lettres et qu'un joueur a épuisé toutes ses lettres. Ce joueur remporte la valeur cumulée des lettres qui restent a l'adversaire et l'adversaire soustrait cette valeur de son propre score. 
S'il n'est plus possible de placer des lettres, les joueurs doivent passer six fois d'affilée (trois fois chacun) puis ils défalquent de leur cumul la valeur des lettres qu’ils possèdent.

### Le gagnant
Un joueur peut gagner une partie en marquant plus de points que l'adversaire ou si l'adversaire est déclaré perdant par un arbitre, en cas d'abandon, de forfait au temps, ou de violation des règles.